# Arcene
Arcene [ˈarʧene] (Àrsen [ˈaɾsɛn] in dialetto bergamasco) è un comune italiano di 5 016 abitanti della provincia di Bergamo in Lombardia.
Situato nella pianura occidentale, dista circa 14 chilometri a sud dal capoluogo orobico.

## Storia
Recenti studi hanno appurato che i primi abitanti della zona furono alcune tribù dei Liguri, alle quali succedettero gli Etruschi prima, e i Galli Cenomani poi. Ma fu con la dominazione romana che il paese assunse una fisionomia ben definita: conosciuto come castrum de Arcene aveva sul proprio territorio un accampamento militare stabile che sfruttava la posizione strategica del borgo.
La successiva dominazione longobarda garantì una nuova tranquillità e prosperità, che continuò anche con l'avvento dei Franchi e il Sacro Romano Impero. A questo periodo risale la prima documentazione scritta che attesta l'esistenza di Arcene: nel 753 si menziona una donazione a un monastero emiliano riguardante il borgo di Artinne.
Tuttavia l'origine del toponimo non è ancora chiara: si pensa possa derivare dalle parole latine arx (rocca) o agger (bastione), anche se c'è chi sostiene che l'origine sia data dall'etrusco arcena. Da ciò si può dedurre che nel borgo era presente una fortificazione a scopo difensivo di cui, nonostante venga riportata in numerose cronache del tempo, non resta quasi più nulla.
I secoli del Medioevo videro Arcene al centro di dispute fratricide tra guelfi e ghibellini, con scontri spesso dai tragici esiti. In questi anni si alternarono alla guida del paese le famiglie dei Da Mozzo e i Dalla Bretta, che vennero esautorati nel periodo comunale dalla città di Bergamo, che delegò il potere ai Capitani di Arcene. Dopo un ulteriore passaggio, questa volta ai Visconti di Milano, l'intera zona passò, nel 1428, alla Repubblica di Venezia.
La Serenissima compi numerosi interventi volti al miglioramento delle condizioni sociali e lavorative, dissodando terreni e costruendo canali per l'irrigazione. Tra questi vi era il fosso bergamasco, utilizzato soprattutto per stabilire in modo definitivo i confini territoriali dello Stato da terra di Venezia con il Ducato di Milano. Questo lambiva anche il territorio di Arcene, delimitandolo a sud-ovest.
Da allora il paese ha mantenuto una forte connotazione e tradizione rurale, con l'agricoltura e l'allevamento del baco da seta attività predominanti.
Tuttavia in questi anni il paese, posto nelle vicinanze del confine con i territori di Milano, dovette subire scorrerie dei vicini, intenzionati a riprendersi questi territori.
Un po' di tranquillità si ebbe con l'avvento della dominazione austriaca a cui subentrò, nel 1859, il Regno d'Italia. Nel corso del XX secolo il paese ha visto un notevole incremento demografico, e un sostanziale cambiamento della vita lavorativa: all'agricoltura subentrarono prepotentemente l'industria e il terziario, relegando il lavoro nei campi a parte minoritaria.

### Simboli
Lo stemma e il gonfalone sono stati approvati dal consiglio comunale il 30 giugno 1948 e concessi con decreto del presidente della Repubblica del 30 novembre 1950.
Stemma
Gonfalone

## Monumenti e luoghi d'interesse

### Architetture religiose
- chiesa parrocchiale di San Michele, costruita dall'architetto Luca Lucchini di Certenago[7] nel 1781 in luogo di un precedente edificio di culto, conserva affreschi ed opere di pregio.
- Santuario della Madonna delle Lacrime, in stile neogotico, edificato nel XIX secolo per ricordare la lacrimazione di un dipinto della Madonna posto su una casa, avvenuta il 5 aprile 1864.

### Architetture civili
- Palazzo comunale, sede del municipio.

## Società

### Evoluzione demografica
Abitanti censiti

### Eventi
Dall'anno 1994 opera sul territorio l'associazione Corpo Musicale Franco Poloni, che si esibisce tradizionalmente la sera del 2 giugno, festa della Repubblica, il 5 Aprile in occasione della festa della Madonnina delle Lacrime di Arcene e in apertura delle feste natalizie. Dal 2007 in concomitanza con l'inizio dell'estate, viene organizzato ad Arcene, presso il parco delle bandiere, l'Arcene Rockin' park, festa musicale dove band emergenti e band già affermate fanno spettacolo per un intero fine settimana.

## Infrastrutture e trasporti

### Strade
Il comune è attraversato da nord a sud dalla Strada Statale 42 del Tonale e della Mendola; dal 2009 è aperta e operativa la Circonvallazione di Arcene.

### Ferrovie
Dal 1880 al 1920 la località era servita da una fermata posta lungo la tranvia Lodi-Treviglio-Bergamo.
A partire dal 6 settembre 2009, il comune è servito dalla stazione di Arcene, che assicura un collegamento con cadenza oraria - e semioraria negli orari di punta - con le stazioni del tracciato della ferrovia Milano-Bergamo, ovvero le stazioni di Treviglio Centrale, Treviglio Ovest, Verdello, Levate, Stezzano e Bergamo.

### Mobilità urbana
Il paese è servito da un autoservizio passante per Treviglio e per Caravaggio.

## Amministrazione

### Sindaci dal 1994
| Nome              | Mandato   | Lista/Partito                                                             |
| ----------------- | --------- | ------------------------------------------------------------------------- |
| Elio Ferrari      | 1994-1999 | Insieme per Arcene (lista civica)                                         |
| Michele Luccisano | 1999-2009 | Insieme per Arcene (lista civica)                                         |
| Giuseppe Foresti  | 2009-2019 | Insieme per Arcene (lista civica)                                         |
| Roberto Ravanelli | 2019-     | Insieme per Arcene (lista civica) dal 2024 Cambiamo Arcene (lista civica) |